# Burg Aubeterre

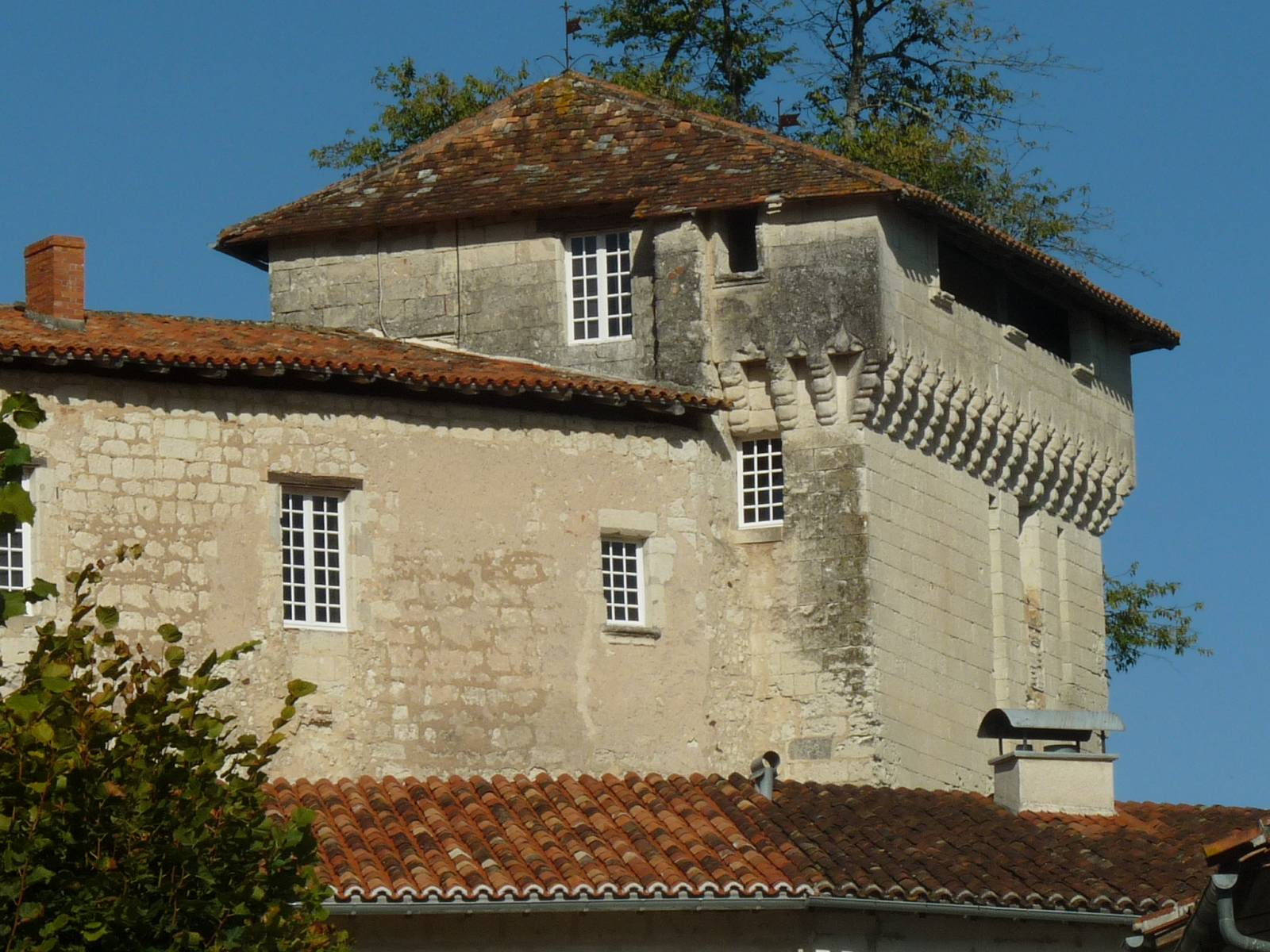
Der Torturm vom Ort aus gesehen

Die Burg Aubeterre in Aubeterre-sur-Dronne im Département Charente war eine wichtige Festung, die von der Unterstadt umgeben war, während die Oberstadt um die Abtei herum errichtet wurde.

## Standort
Die Burg und die Motte befinden sich auf dem Gipfel eines in Nord-Süd-Richtung verlaufenden Kalksteinkamms und überragen im Westen das leicht unterhalb gelegene Dorf und im Osten das Tal der Dronne, das sie beherrschte. Die Festung befand sich in einer strategischen Position im Herzen der Saintonge, des Angoumois und des Périgord.

## Geschichte
Die Burg wurde auf dem Hügel errichtet, in den die monolithische Kirche Saint-Jean gegraben worden war. Sie war von Wassergräben und befestigten Esplanaden umgeben, die heute nicht mehr vorhanden sind.

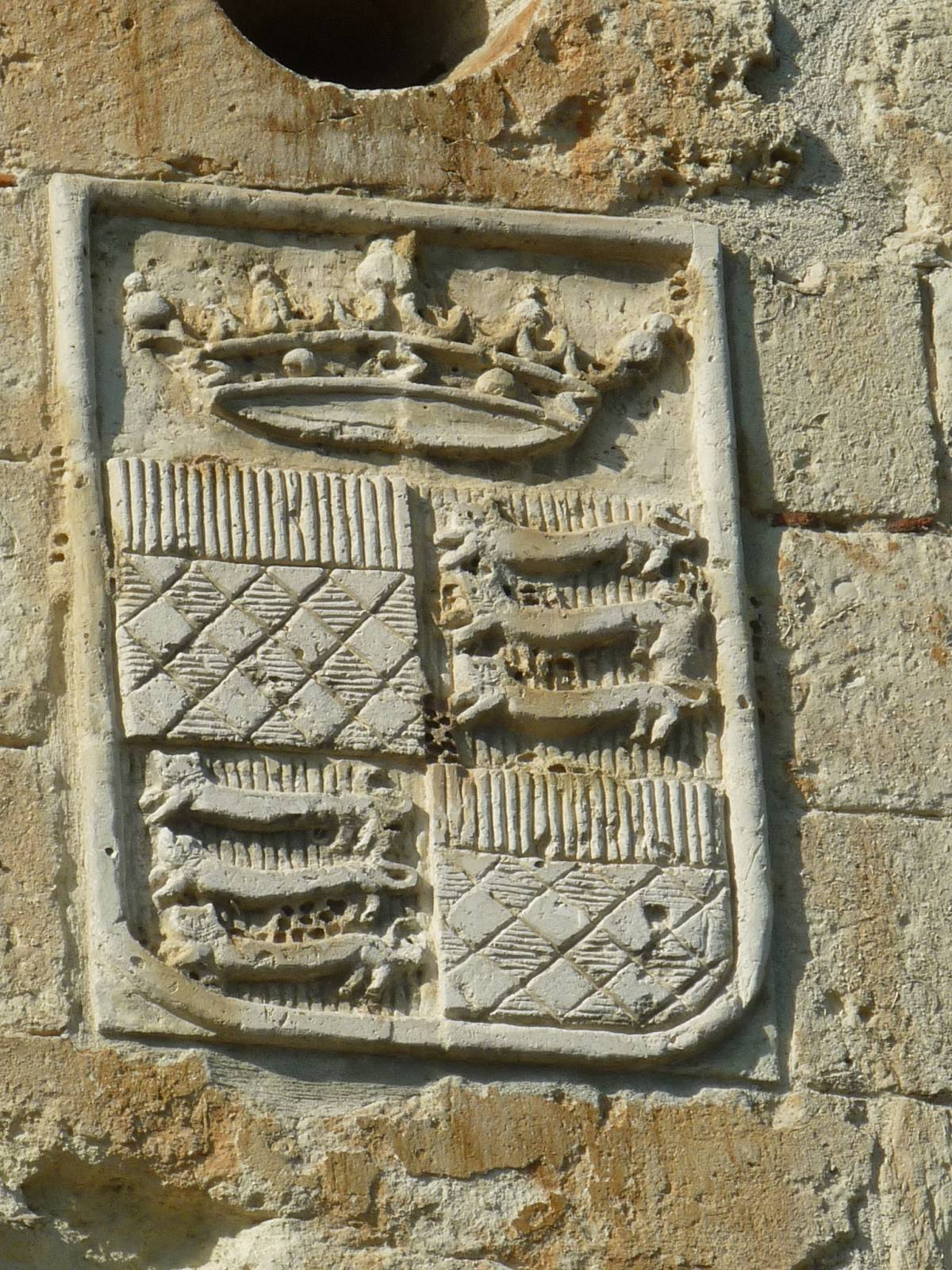
Das englische Wappen am Burgtor

Während des Hundertjährigen Krieges wurde die Burg aufgrund ihrer strategischen Lage mehrmals eingenommen und zurückerobert, zuletzt im Jahr 1453. Zu Beginn des 15. Jahrhunderts war die Burg in den Besitz der Familie Bouchard übergegangen, darunter François Bouchard, Baron d’Aubeterre, der zwischen 1476 und 1491 Berater und Kammerherr des Königs und zwischen 1481 und 1491 Seneschall von Angoumois war, die Herrschaft wieder aufbaute und seine Unabhängigkeit vom Abt von Aubeterre und dem Grafen von Angoulême markierte.
Im November 1574 wurde Pierre de Bourdeille, besser bekannt als Brantôme, als Nachfolger des Sieur de Chamberlanne zum Verantwortlichen für das Burg ernannt.
Die Religionskriege spalteten die Familie Bouchard. Später kehrte David Bouchard, Vicomte d'Aubeterre, zum Katholizismus zurück und wurde ein treuer Anhänger der Könige Heinrich III. und Heinrich IV. Über seine Tochter Hippolyte Bouchard ging das Burg an den Marschall Aubeterre, François d’Esparbès de Lussan († 1628) über; die Herrschaft befand sich nun auf ihrem Höhepunkt. Dessen Nachkommen setzten dem Wohlstand des Ortes durch ihre Streitigkeiten ein Ende. Im 18. Jahrhundert wurde die Burg verlassen. Im Jahr 1810 kam Aubeterre an den Chevalier de Bourbon-Conti, der sie 1817 zerstörte, zerstückelte und verkaufte.
Die Burg sah eine Reihe berühmter Personen: Ein Angehöriger der Brémond d'Ars wurde hier enthauptet, Franz I. kam vorbei, Jean Calvin hielt sich hier auf, Heinrich IV. soll hier übernachtet haben, Jean de Poltrot, der spätere Mörder des Duc de Guise, verbrachte hier seine Kindheit, Ludwig XIII. und Anna von Österreich machten Station, ebenso wie Ludwig XIV.
Eine Madame Moulinier kaufte die Ruinen und versuchte, sie zu retten. Später wurden die Überreste mehrmals weitergereicht, unter anderem an den Briten M. Horny, der sie in den 1970er Jahren zu einer luxuriösen Residenz mit Park umbauen ließ.

## Beschreibung
Die Burg, die bereits im 11. Jahrhundert erwähnt wird, wurde über einer Höhlenkirche aus dem 8. Jahrhundert errichtet und im 12. Jahrhundert erheblich vergrößert. Ein unterirdischer Gang verbindet die Burg mit dem Chorumgang der Kirche.
Die Gräben und befestigten Esplanaden verschwanden im 17. Jahrhundert, als die große Allee durchbrochen wurde. Es blieben die Grundmauern der vier Rundtürme und Teile der Mauern, die sie verbanden, ein quadratischer Turm aus dem 16. Jahrhundert, der die Poterne war, und ein Flügel der Wirtschaftsräume.
An diesem Ort ist die ursprüngliche Motte mit ihrem in die Kalksteinmasse gegrabenen Wassergrabenerhalten geblieben, die höchstwahrscheinlich aus dem frühen 11. Jahrhundert stammt und im 12. Jahrhundert umgebaut wurde und auf der die erste Burg errichtet wurde. Die Motte, die einen Durchmesser von etwa vierzig Metern hat, entstand durch das Ausheben eines tiefen Grabens in der Kalksteinmasse und das Aufschütten von Erde an ihrer Spitze. Sie hat rundherum fünf Meter hohe, senkrechte Wände, in die mehrere unterirdische Gänge münden. Die an der Spitze des Grabens eingebrachten Erdmassen wurden in eine Pultdachmauer eingebaut, die sich an die ausgehobenen Wände des Grabens anschließt. In der Contrescarpe sind die Wände ebenfalls von mehreren Höhlenwohnungen durchbrochen. Am Fuße der Motte wurde um 1600 ein Pavillon mit Kreuzgewölbe errichtet, der in seinem Endzustand als Kapelle diente und ein mittelalterliches Wendeltreppenhaus enthielt.
Die Vorburg wird im Osten und Westen von wichtigen Mauern begrenzt, die den Zugang zur Burg schützten. Auf der Ostseite sind insbesondere die Grundmauern des Turms Saint-Jean erhalten, auf der Südseite ein mit Wappen verzierter Torturm aus dem frühen 16. Jahrhundert, eine Zugbrücke, die über einen heute zugeschütteten Graben führte, und ein Corps de Logis, der nicht vor Mitte des 15. Jahrhunderts errichtet wurde.
Die Burg war von Gärten umgeben, von denen noch die Überreste einer Orangerie erhalten sind.

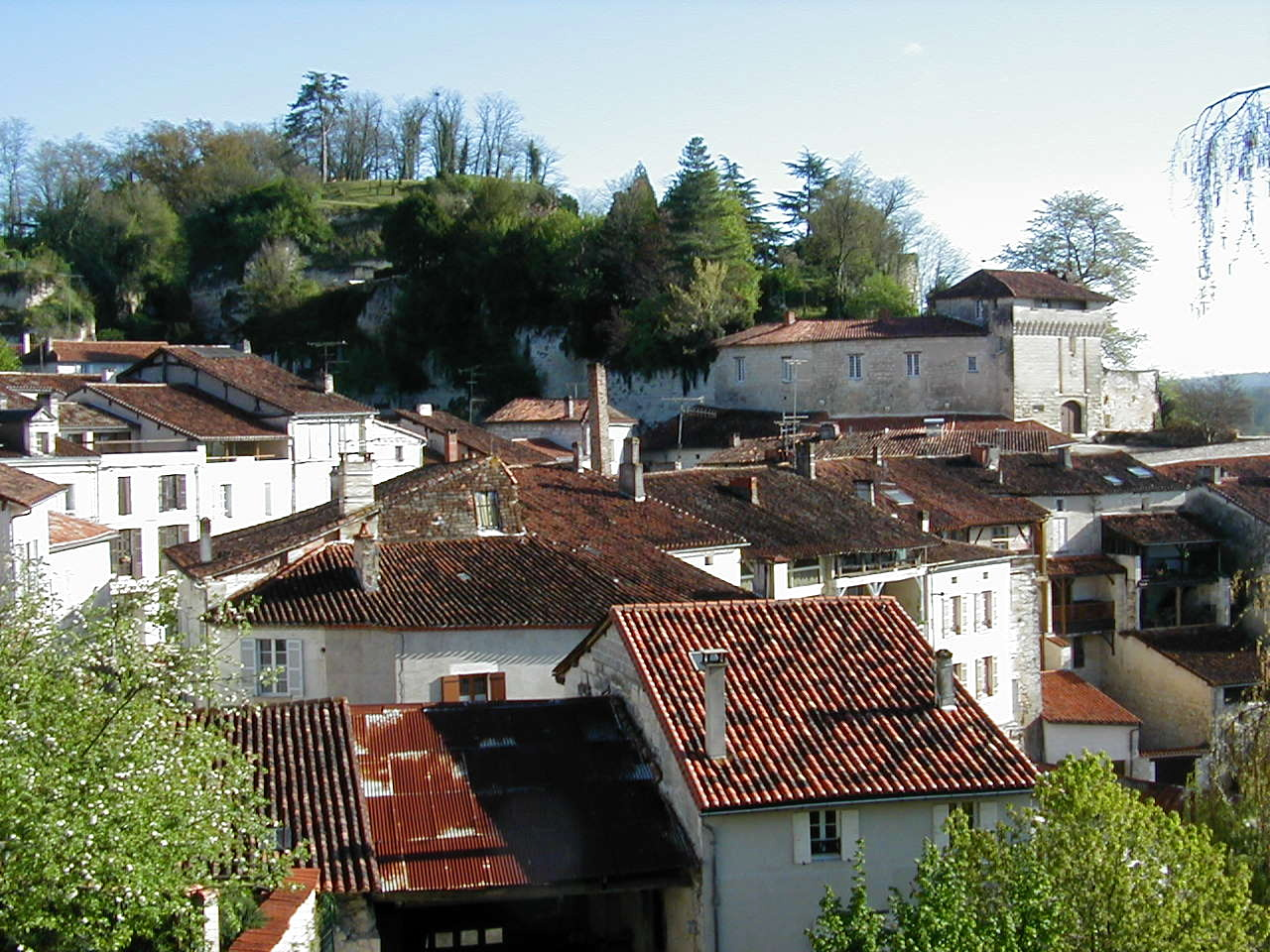
Die Burg mit Blick auf Aubeterre
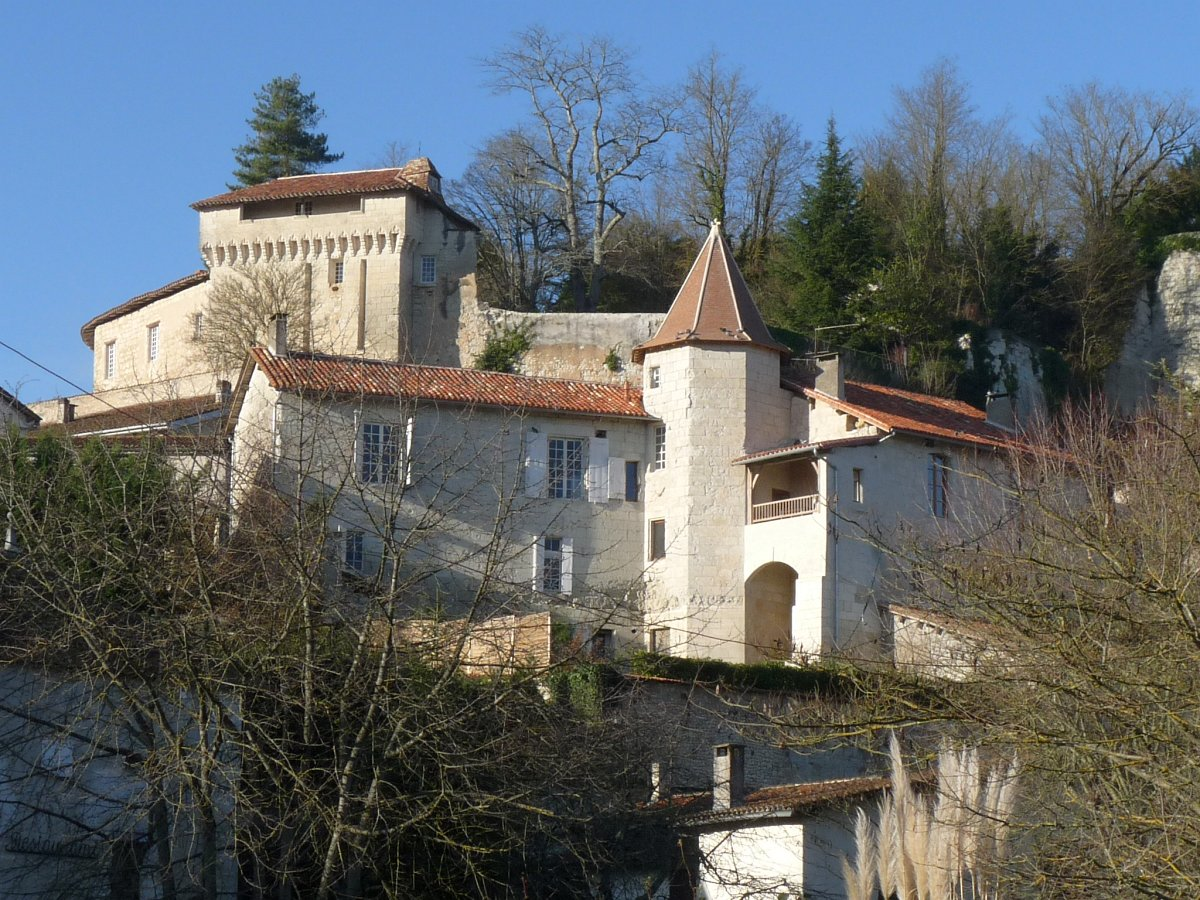
Die Burg vom Tal aus gesehen

## Denkmalschutz
Die Fassaden und Dächer der Poterne und des angrenzenden Logis, die Renaissancekapelle und die Überreste der östlichen Stadtmauer und des Turms Saint-Jean wurden per Erlass vom 1. März 1973 in die Liste der historischen Denkmäler aufgenommen.